# Pleśna (gemeente)
De gemeente Pleśna is een landgemeente in het Poolse woiwodschap Klein-Polen, in powiat Tarnowski.
De zetel van de gemeente is in Pleśna.
Op 30 juni 2004 telde de gemeente 11 466 inwoners.

## Oppervlakte gegevens
In 2002 bedroeg de totale oppervlakte van gemeente Pleśna 83,65 km², waarvan:
- agrarisch gebied: 59%
- bossen: 29%

De gemeente beslaat 5,91% van de totale oppervlakte van de powiat.

## Demografie
Stand op 30 juni 2004:
| Omschrijving                   | Totaal | Totaal | Vrouwen | Vrouwen | Mannen | Mannen |
| ------------------------------ | ------ | ------ | ------- | ------- | ------ | ------ |
| eenheid                        | aantal | %      | aantal  | %       | aantal | %      |
| inwoners                       | 11 466 | 100    | 5716    | 49,9    | 5750   | 50,1   |
| bevolkingsdichtheid (inw./km²) | 137,1  | 137,1  | 68,3    | 68,3    | 68,7   | 68,7   |

In 2002 bedroeg het gemiddelde inkomen per inwoner 1297,01 zł.

## Administratieve plaatsen (sołectwo)
Dąbrówka Szczepanowska, Janowice, Lichwin, Lubinka, Łowczówek, Pleśna, Rzuchowa, Rychwałd, Szczepanowice, Świebodzin, Woźniczna.

## Aangrenzende gemeenten
Gromnik, Tarnów, Tuchów, Wojnicz, Zakliczyn